# Oudekapelle
Oudekapelle är en ort i Belgien.   Den ligger i provinsen Västflandern och regionen Flandern, i den västra delen av landet, 110 km väster om huvudstaden Bryssel. Oudekapelle ligger 1 meter över havet och antalet invånare är 152.
Terrängen runt Oudekapelle är mycket platt. Runt Oudekapelle är det ganska tätbefolkat, med 144 invånare per kvadratkilometer.. Närmaste större samhälle är Ypern, 18,8 km söder om Oudekapelle. 
Trakten runt Oudekapelle består till största delen av jordbruksmark.